# Państwowa Komisja Badania Wypadków Morskich
Państwowa Komisja Badania Wypadków Morskich (PKBWM) – polska niezależna komisja działająca przy ministrze właściwym do spraw gospodarki morskiej, prowadząca badania wypadków i incydentów morskich. Działa na podstawie ustawy z dnia 31 sierpnia 2012 r. o Państwowej Komisji Badania Wypadków Morskich (Dz.U. z 2019 r. poz. 1374).
Komisja zajmuje się badaniem wypadków, w których uczestniczą: statki pod polską banderą; pod obcą banderą, gdy wypadek ma miejsce na polskim morzu terytorialnym lub polskich morskich wodach wewnętrznych; promy typu ro-ro lub szybkie statki pasażerskie,
gdy wypadek wydarzył się poza polskim morzem terytorialnym lub polskimi wodami wewnętrznymi w sytuacji gdy ostatnim państwem, przez którego morze terytorialne lub wody wewnętrzne przepływał taki prom lub szybki statek pasażerski, była Polska.